# АГД-1А

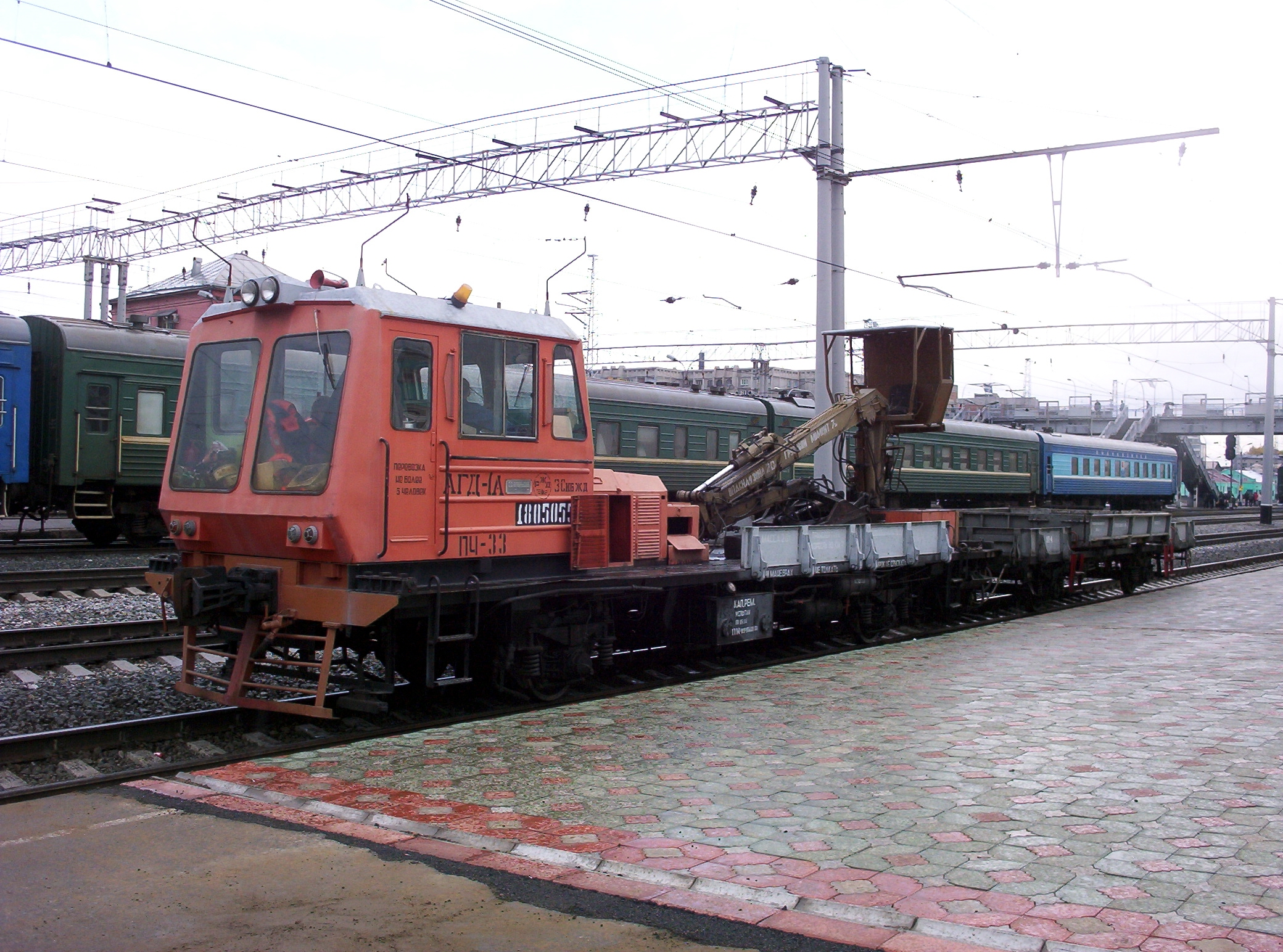
АГД-1А

АГД-1А (рос. Автомотриса грузовая дизель-генераторная) — самохідна моторна платформа (автомотриса), що застосовується при будівництві, реконструкції та ремонті залізничної колії шириною 1435 мм і 1520 мм. Машина призначена для доставки монтерів колії до місць проведення ремонтних робіт, виконання вантажно-розвантажувальних робіт, механізації робіт з прибирання залізничного полотна, перевезення елементів верхньої будови колії та сипучих матеріалів, електроживлення зовнішніх споживачів в польових умовах, виконання зварювальних робіт.

## Технічні характеристики
- Тип двигуна — ЯМЗ-238М2
- Потужність двигуна, кВт(к.с.) - 176(240)
- Вантажопідйомність платформи, т — 5
- Максимальний виліт стріли маніпулятора, м - 9
- Швидкість конструкційна максимальна, км/год — 80
- Маса, т, не більше — 20
- Кількість осей, шт — 2
- Обслуговчий персонал, осіб - 2
- Пасажиромісткість, осіб - 2

Габаритні розміри, мм:
- база — 6000
- довжина по осях автозчепів — 12250
- ширина — 3150
- висота — 3900